# Hawker Hart
Hawker Hart – brytyjski dwumiejscowy lekki, samolot bombowy z okresu dwudziestolecia międzywojennego.

## Historia
Hawker Hart powstał w odpowiedzi na specyfikację RAF nr 12/26 na lekki samolot bombowy. Konstruktorem samolotu był Sydney Camm. Wykorzystał on doświadczenia z budowy prototypu myśliwca Hawker Heron, w którym wykorzystał metalową konstrukcję kratownicy kadłuba, autorstwa Freda Sigrista. Problemem Herona był gwiazdowy silnik Bristol Jupiter. W nowej maszynie Camm wykorzystał nowe rzędowe silniki Rolls-Royce’a, co pozwoliło mu na zmniejszenie kadłuba. Pierwszy prototyp został oblatany w czerwcu 1928 r. Pierwsza partia 12 szt weszła na wyposażenie 33 dywizjonu RAF.

## Wersje produkcyjne, eksport, licencje
Hart Mk.I – dwumiejscowy lekki, samolot bombowy napędzany silnikiem Rolls Royce Kestrel IB
Hart (India) – 57 egzemplarzy przystosowanych do użycia w klimacie gorącym i wilgotnym panującym na Subkontynencie indyjskim.
Hart (Special) – 56 egzemplarzy przystosowanych do użytkowania w rejonach pustynnych napędzane silnikami Rolls Royce Kestrel X
Hart (Trainer) – dwumiejscowy samolot szkolno-treningowy wyposażony w zdwojone przyrządy pokładowe. Od 1933 wyprodukowano 474 sztuki.
Hart (Fighter) – seria 6 szt (nr K 1950 do K 1955) doświadczalnych samolotów myśliwskich powstała w ramach prac nad samolotem Hawker Demon. Weszły na wyposażenie 23 dywizjonu.
Wersja estońska – w 1932 r. 8 maszyn dostarczono do Estonii. Samoloty te były napędzane silnikiem Rolls-Royce Kestrel i mogły być wyposażone w podwozie pływakowe.
Wersja szwedzka – 4 sztuki z silnikiem gwiazdowym Bristol Pegasus IM2 (580 KM) zbudowane przez Hawkera w 1933, a następnie (w latach 1935–1936) 42 sztuki wyprodukowane na licencji w Szwecji z silnikami NOHAB Bristol Pegasus IU2 o mocy 550 KM. Samoloty te także mogły być wyposażone w płozy do operowania na śniegu lub pływakowe.

## Zastosowanie
Hawker Hart wszedł na wyposażenie następujących dywizjonów bombowych RAF: 6, 11, 12, 15, 18, 33, 35, 39, 57, 60 i 142, oraz w 24 dywizjonie łącznikowym. Służyły także w dywizjonach rezerwowych RAF: 500, 501, 503, 600, 601, 602, 603, 605, 609, 610 i 611. W Indiach 5, 11, 26, 27, 39, 60. W Egipcie 6, 33, 142. Jak również w Adenie 12, Palestynie nr 45.
Większość Hartów została wycofana z użycia w latach 1937–39. Samoloty te nie wzięły udziału w II wojnie światowej. Pewną liczbę Hartów zastosowano w Indiach do tłumienia powstań plemiennych.

### Wojna zimowa

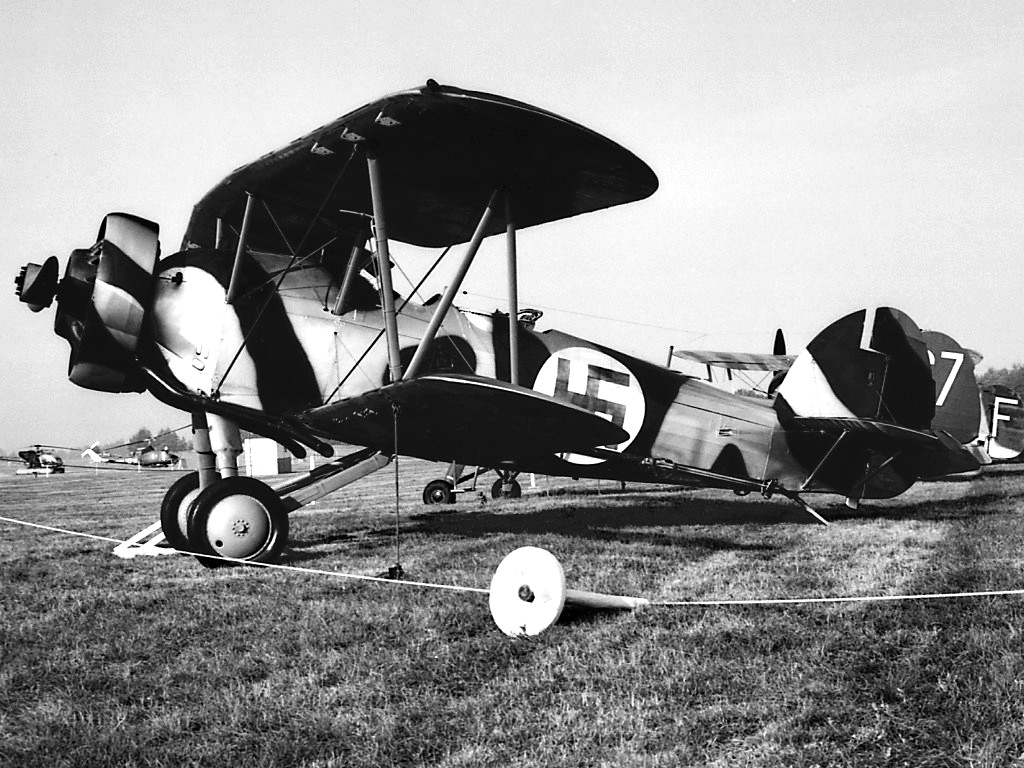
Hawker Hart w barwach jednostki F19

W styczniu 1940 r. Szwedzi wysłali na pomoc walczącej z ZSRR Finlandii jednostkę ochotniczą F19. W jej składzie znalazły się 4 szt Hawker Hart B.4. Maszyny te zostały przemalowane w barwy fińskie i użytkowane na północnym odcinku frontu.

## Konstrukcja
Hawker Hart był dwumiejscowym dwupłatem o konstrukcji wykonanej z rurek stalowych i duraluminiowych i pokryciu częściowo metalowym, częściowo płóciennym. Napęd samolotu stanowiły silniki Rolls Royce Kestrel (IB, IS, V, VDR, X, XDR) o mocy 510 – 525 KM, NOHAB Bristol Pegasus IU2 o mocy 550 KM. Podwozie samolotu było stałe, klasyczne z kółkiem ogonowym. Uzbrojenie składało się z jednego stałego, obsługiwanego przez pilota karabinu maszynowego Vickers kal. 7,7 mm i jednego ruchomego karabinu maszynowego Lewis kal. 7,7 mm w tylnej kabinie. Samolot mógł przenosić do 236 kg bomb.

## Wersje rozwojowe
W oparciu o konstrukcję Hawker Harta opracowano całą rodzinę samolotów różnego przeznaczenia.
Były to:
- Hawker Audax – samolot współpracy z armią lądową (ang.: army co-operation), w Polsce nazywany samolotem liniowym
- Hawker Hartbees – Poprawiona wersja Hawker Audax produkowana w Południowej Afryce.
- Hawker Hector – dwumiejscowy samolot obserwacyjny (według nomenklatury brytyjskiej współpracy z armią lądową, ang.: army co-operation) napędzany silnikiem Napier Dagger III.
- Hawker Demon – dwumiejscowy samolot myśliwski, napędzany silnikiem Rolls-Royce Kestrel
- Hawker Hardy – samolot wielozadaniowy przeznaczony do służby w koloniach
- Hawker Hind – dwumiejscowy lekki, samolot bombowy. Rozwinięcie Hawker Harta.
- Hawker Osprey – dwumiejscowy pokładowy samolot myśliwski i rozpoznawczy.

## Egzemplarze zachowane
Do dziś zachowało się kilka egzemplarzy samolotu Hawker Hart:
- Hart B.4 zachowana w muzeum w Linköping, Szwecja
- Hard J9941 wystawiony w muzeum muzeum RAF w Hendon
- Hard (Trainer) K4972 wystawiony w muzeum RAF w Hendon